# Porta Nigra
Pour les articles homonymes, voir Porte Noire.
La Porta Nigra (« Porte Noire » en latin) est une porte fortifiée d'époque romaine, située à Trèves, en Allemagne. C’est l'ancienne porte Nord, construite à partir de 170 après JC, de la ville romaine d’Augusta Treverorum. Cette porte est construite en blocs de grès assemblés à sec.  Le nom de Porta Nigra est apparu au Moyen Âge.
La porte monumentale a été construite au cours de l'hiver 169 - 170 apr. J.-C. comme porte d'entrée nord de la ville d’Augusta Treverorum, capitale de la tribu celte des Trévires, devenue Trèves. Son nom provient de la couleur sombre de la pierre, due à la patine des siècles : cette couleur est attestée dès le Moyen Âge.
Ce monument, emblématique de la ville de Trèves, est une des plus anciennes portes de ville d'Allemagne. Depuis 1986, la Porta Nigra, ainsi que d'autres monuments romains subsistant à Trèves et dans sa région, sont inscrits sur la liste du patrimoine mondial de l'UNESCO.

## Histoire

### Construction

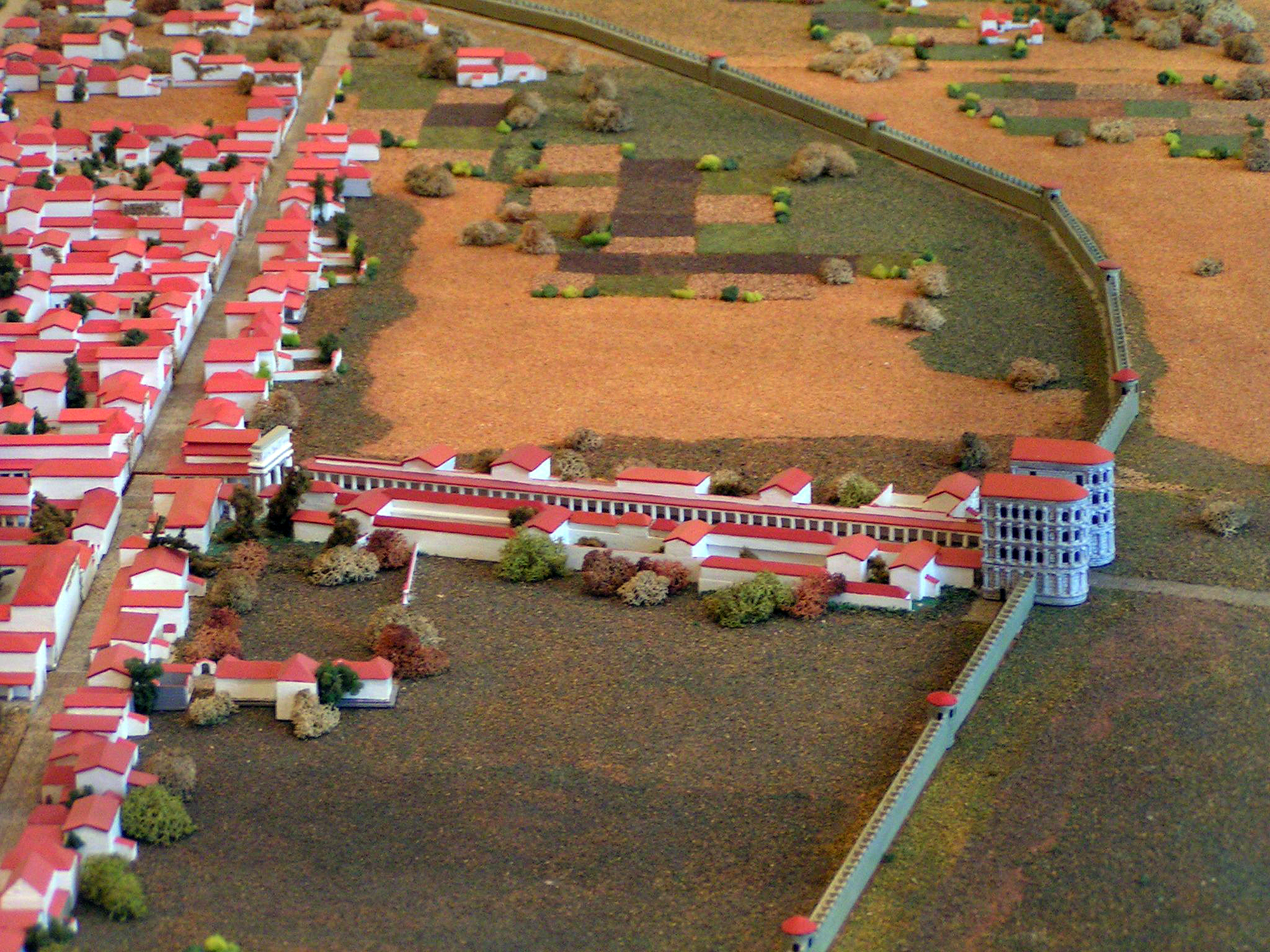
Maquette de la Porta Nigra à l'époque romaine, vers le IVe siècle.

La construction de la porte comme entrée nord de la ville d’Augusta Treverorum (la « ville d'Auguste au pays des Trévires ») a commencé en 170 après J.-C. La datation de la porte a longtemps été contestée, allant du IIe au IVe siècle après J.-C. En janvier 2018, il a été déterminé que le début de la construction remontait à 170 après J.-C., sur la base d'une étude dendrochronologique des vestiges en bois du mur de la ville, ce bois provenant d'arbres abattus en 169/170.
À divers endroits, des symboles sont gravés dans les pierres, certains à l'envers. Il s'agit probablement de marques de tailleurs de pierre aidant à la mise en place des éléments au moment de la construction. Les panneaux de la tour ouest comportent des dates, mais sans années, de sorte qu'une datation absolue de la Porta Nigra n'est pas possible par ce moyen. Cependant, les marques permettent d'estimer le temps qu'il a fallu pour construire la porte, car elles marquent parfois des blocs continus et superposés. Si ces estimations de temps sont extrapolées à l'ensemble de la structure et que la division habituelle en lots de construction est prise en compte – et que l'hiver est exclu comme période de construction – la structure de la Porta Nigra a été achevée en deux à quatre ans.
La construction, commencée sous l'empereur Marc Aurèle, ne fut jamais achevée. Par exemple, les trous pour les charnières des portes étaient déjà réalisés, alors que les bossages des blocs inachevés dépassent encore dans l'axe de rotation des portes, de sorte qu'une porte mobile n'aurait probablement jamais pu être installée. Même pour l'œil non averti, la Porta Nigra donne une impression d'inachevé ; par exemple, on voit que les demi-colonnes de la façade côté campagne sont restées à l'état brut. Un examen plus fin des cavités laissées par les voleurs de métaux médiévaux pour récupérer les pinces en fer et leurs scellements de plomb renforce cette impression. Au total, ce sont environ 7 200 blocs de pierre qui ont été utilisés pour la construction, dont les plus gros pesaient jusqu'à six tonnes. Le monument mesurait à l'origine 36 m de long, 21,50 m de large et 29,30 m de haut.
Les historiens ont souvent supposé que la Porta Nigra avait été construite en même temps que les remparts de la ville romaine, lorsque la Gaule du Nord était de plus en plus menacée par les attaques germaniques au IIIe siècle. Cependant (également en raison de la datation désormais établie du IIe siècle), la majorité des chercheurs sont d'avis que la porte était un bâtiment représentatif, construit en temps de paix, qui n'était pas principalement destiné à des fins défensives et resté inachevé en raison de contraintes financières.
En plus de la Porta Nigra au nord de la ville, il y avait aussi la Porta Alba (porte Blanche) à l'est, la Porta Media (porte du Milieu) au sud et la Porta inclyta (la « Porte Illustre ») au niveau du pont romain de Trèves sur la Moselle,.

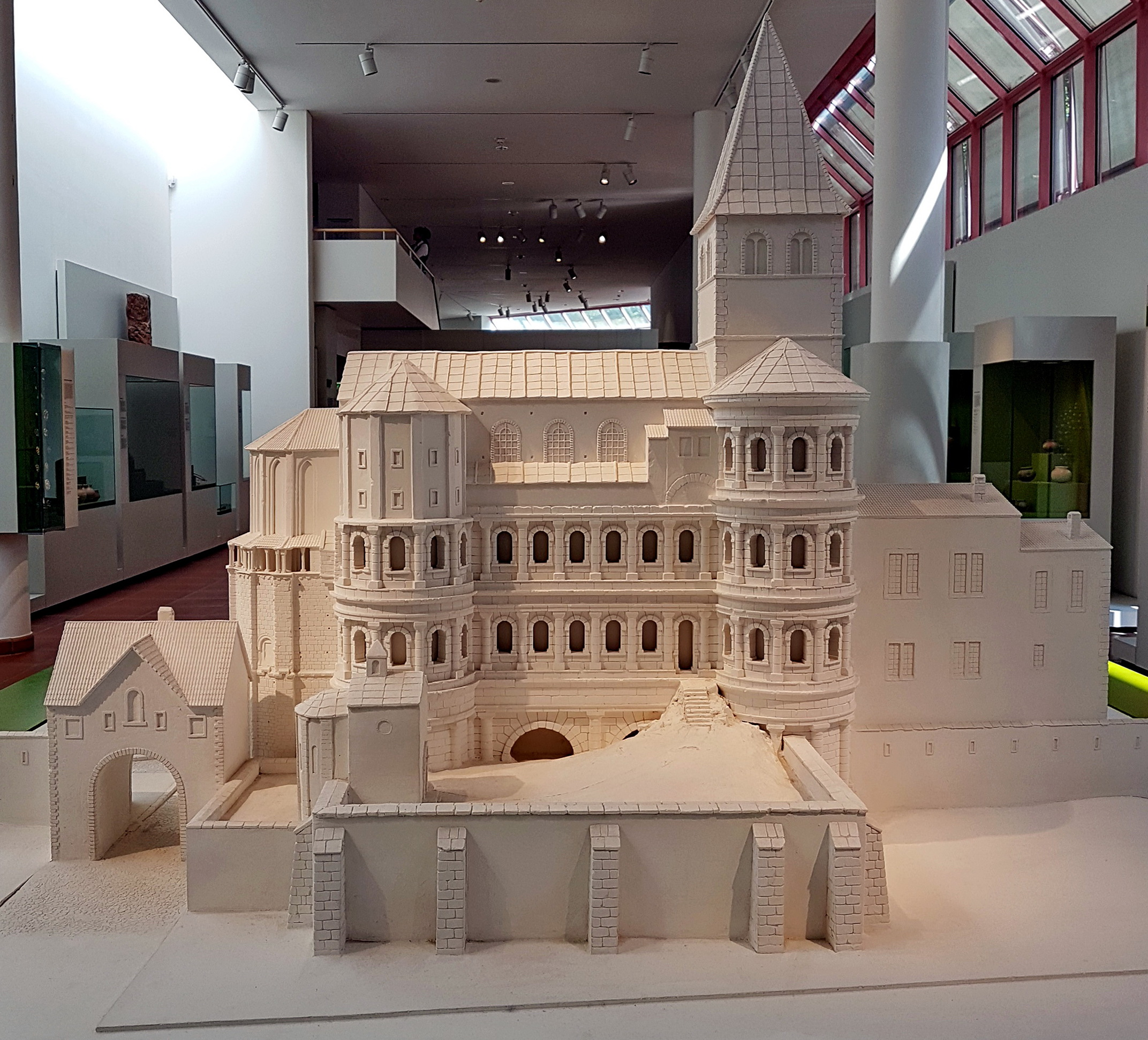
Façade nord de la Porta Nigra dans sa configuration médiévale, intégrée à la collégiale Saint Siméon. Musée rhénan de Trèves.
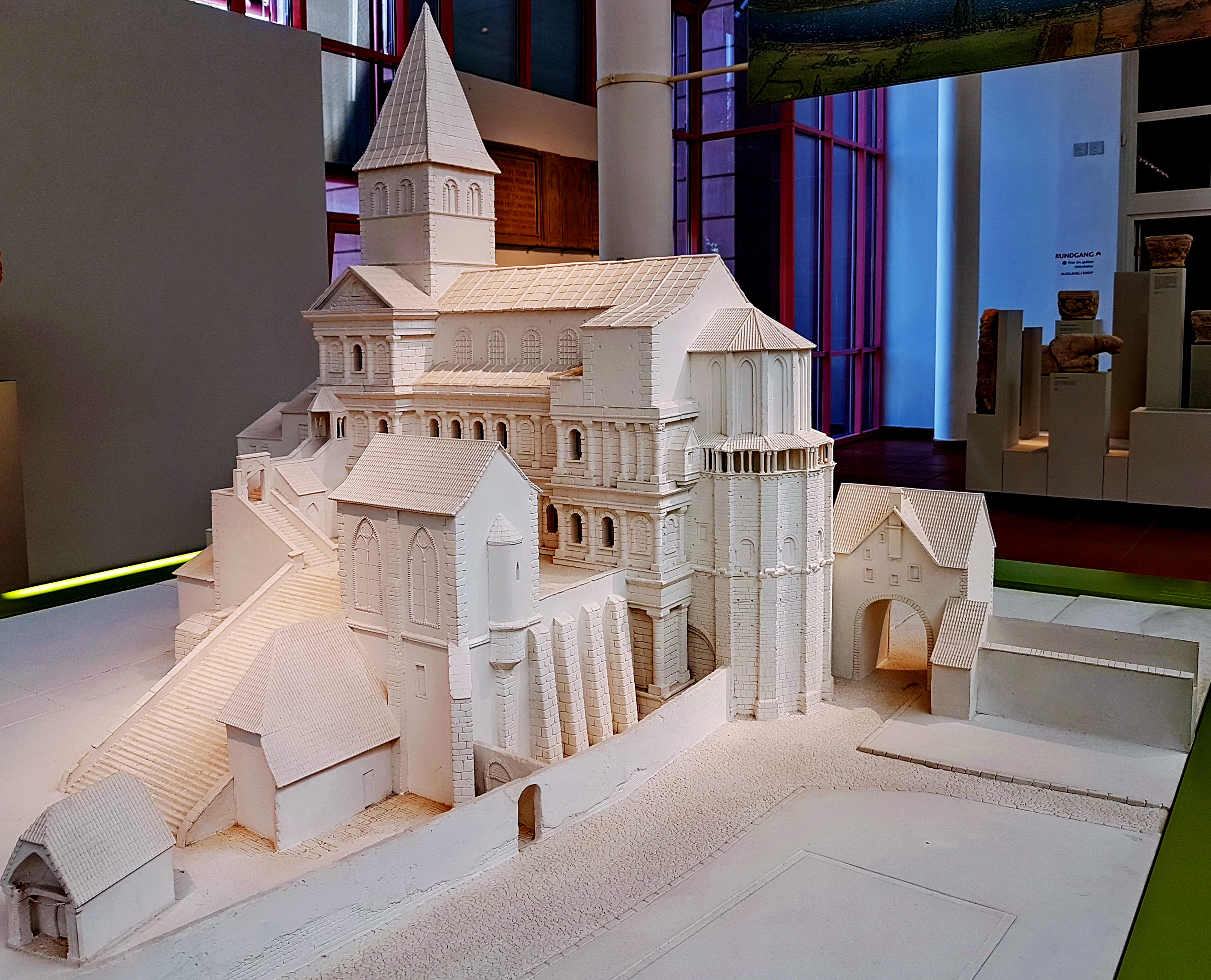
La Porta Nigra dans sa configuration médiévale, intégrée à la collégiale Saint Siméon. Musée rhénan de Trèves.

### Moyen-âge

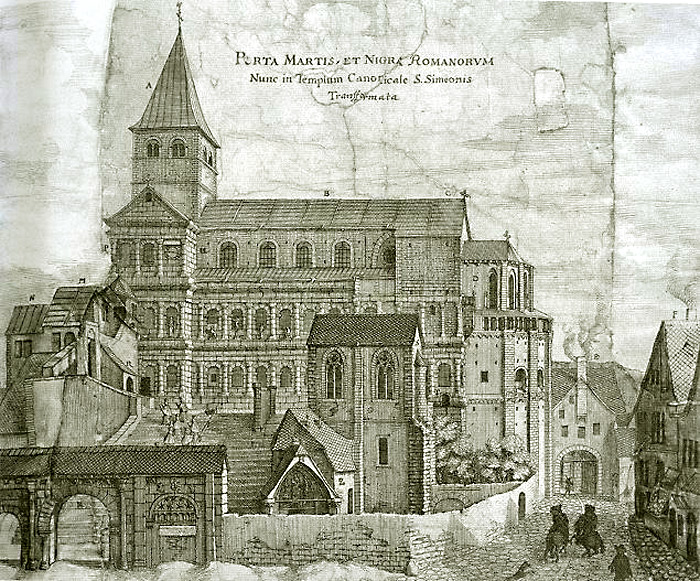
La Porta Nigra, en usage comme église Saint-Siméon. Gravure de Caspar Merian, 1670.

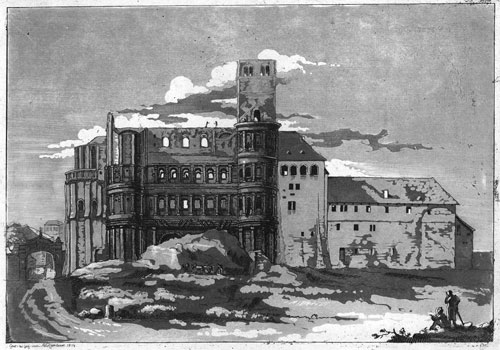
La Porta Nigra et la porte Saint- Siméon lors de la démolition de l'église, en 1814.

Le moine byzantin Siméon, venu de Sicile, s'installa dans le bâtiment en tant qu'ermite après 1028. Apparemment, il s'était cloîtré en cet endroit. À sa mort en 1035, il est enterré sur place. L'archevêque de Trèves, Poppo de Babbenberg, obtint sa canonisation par le pape la même année. En l'honneur du saint, il construisit la collégiale Saint-Siméon et convertit la porte en une église double, dans la chapelle inférieure de laquelle Siméon fut enterré. 
Certains bâtiments préservés du monastère remontent à 1040. Deux salles d'église ont été construites l'une au-dessus de l'autre, dont l'une est encore visible aujourd'hui. La salle d'orgue de l'église supérieure, dans la tour ouest, peut encore être discernée. Une seule tour étant nécessaire pour l'église, la seconde structure de la tour de la Porta Nigra a été démolie. Il s'agit du seul changement significatif apporté à la structure du bâtiment encore visible aujourd'hui. En fin de compte, la préservation du bâtiment est probablement due à sa transformation en église, échappant à la démolition en vue de la récupération des matériaux, comme l'ont été beaucoup d'anciens bâtiments de la ville, romains ou autres,.
Les hautes portes de ville de la Porta Nigra ayant été comblées, les usagers accédaient directement au premier niveau de l'église par un escalier ouvert. La porte médiévale Saint-Siméon, adjacente à la Porta Nigra à l'est, prit alors la fonction de porte de la ville. Cette porte, très exiguë par rapport à la porte romaine, était protégée par une tour de fortification nommée « tour Ramsdonk », construite en 1389.

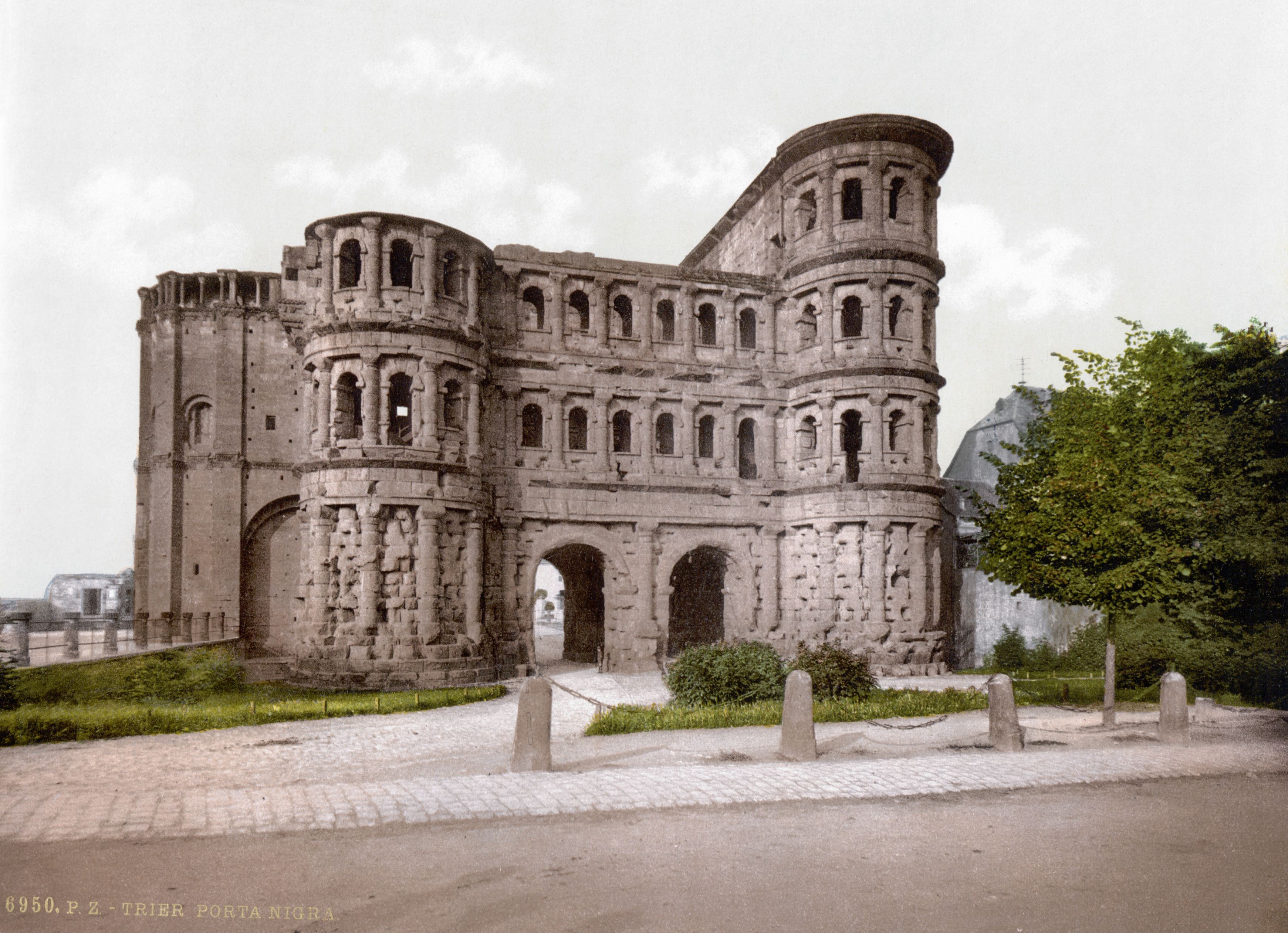
La Porta Nigra vers 1900.
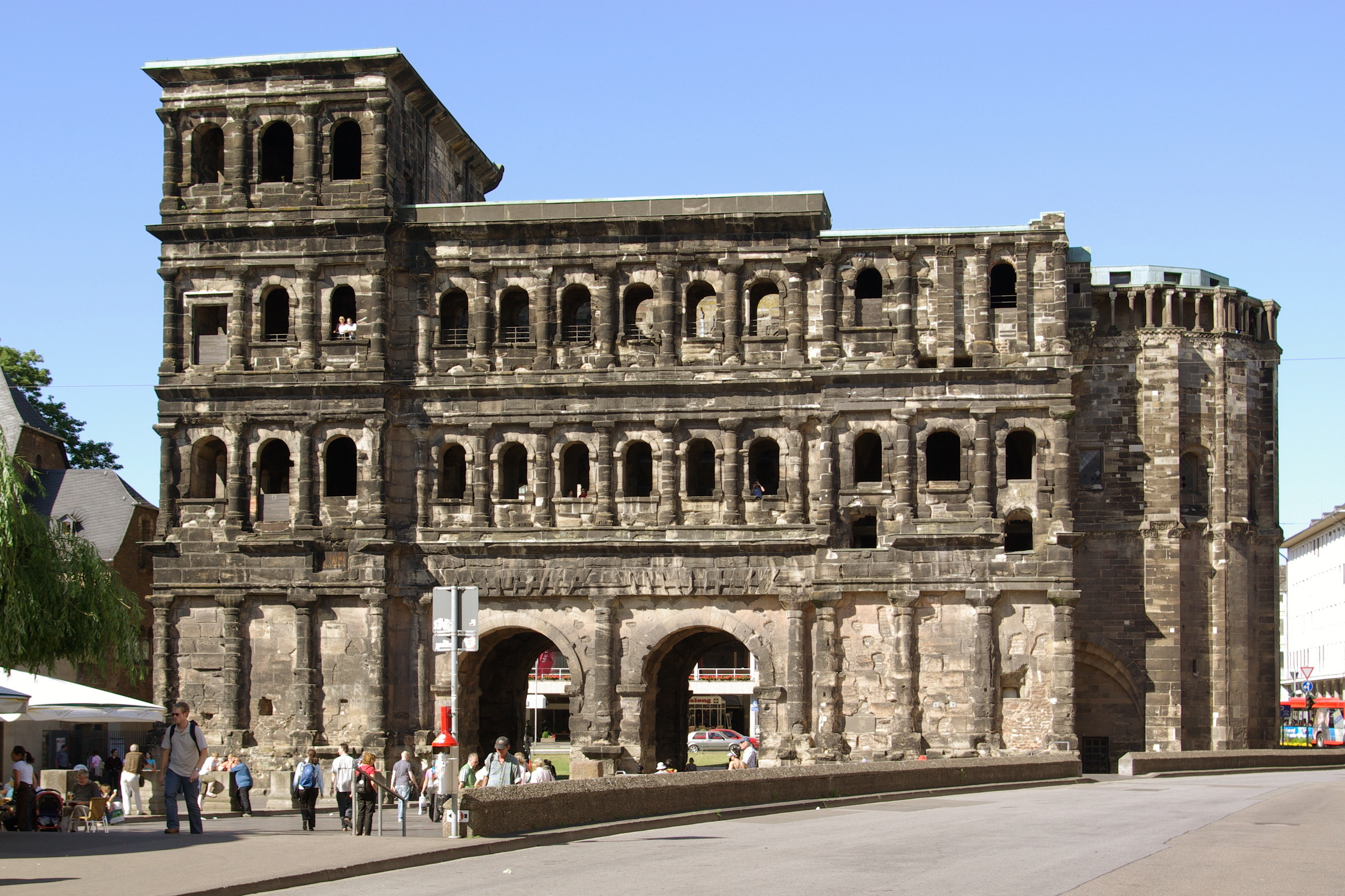
La Porta Nigra, côté ville.
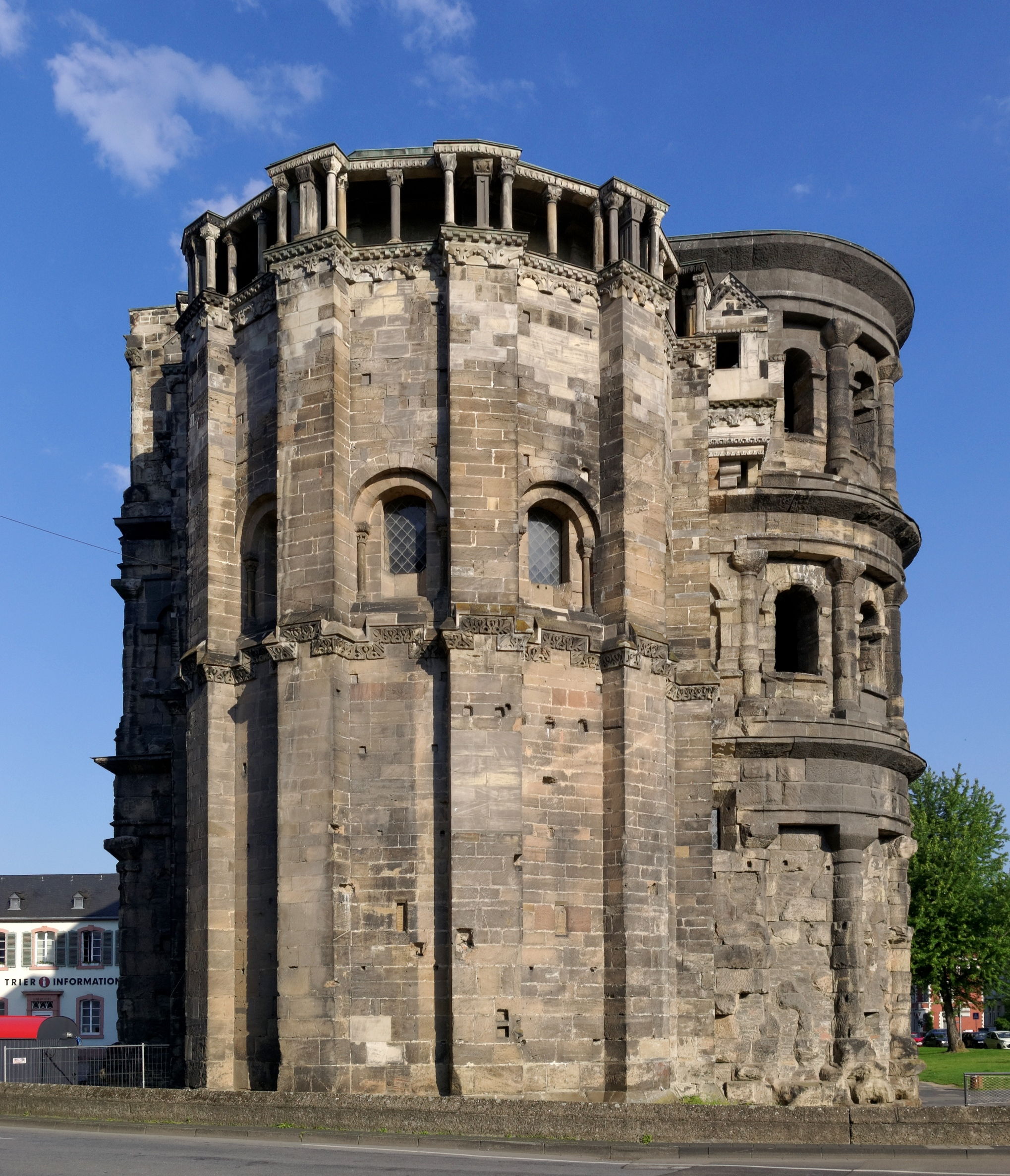
Abside de la collégiale Saint Siméon, côté Est de la Porta Nigra.

### Temps modernes

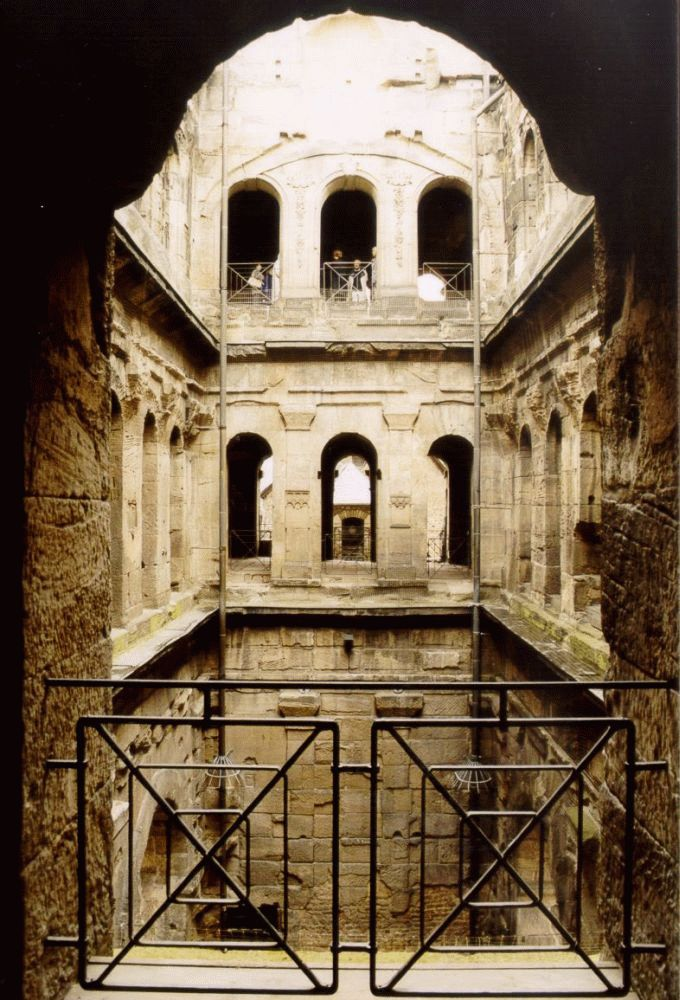
Vue intérieure.

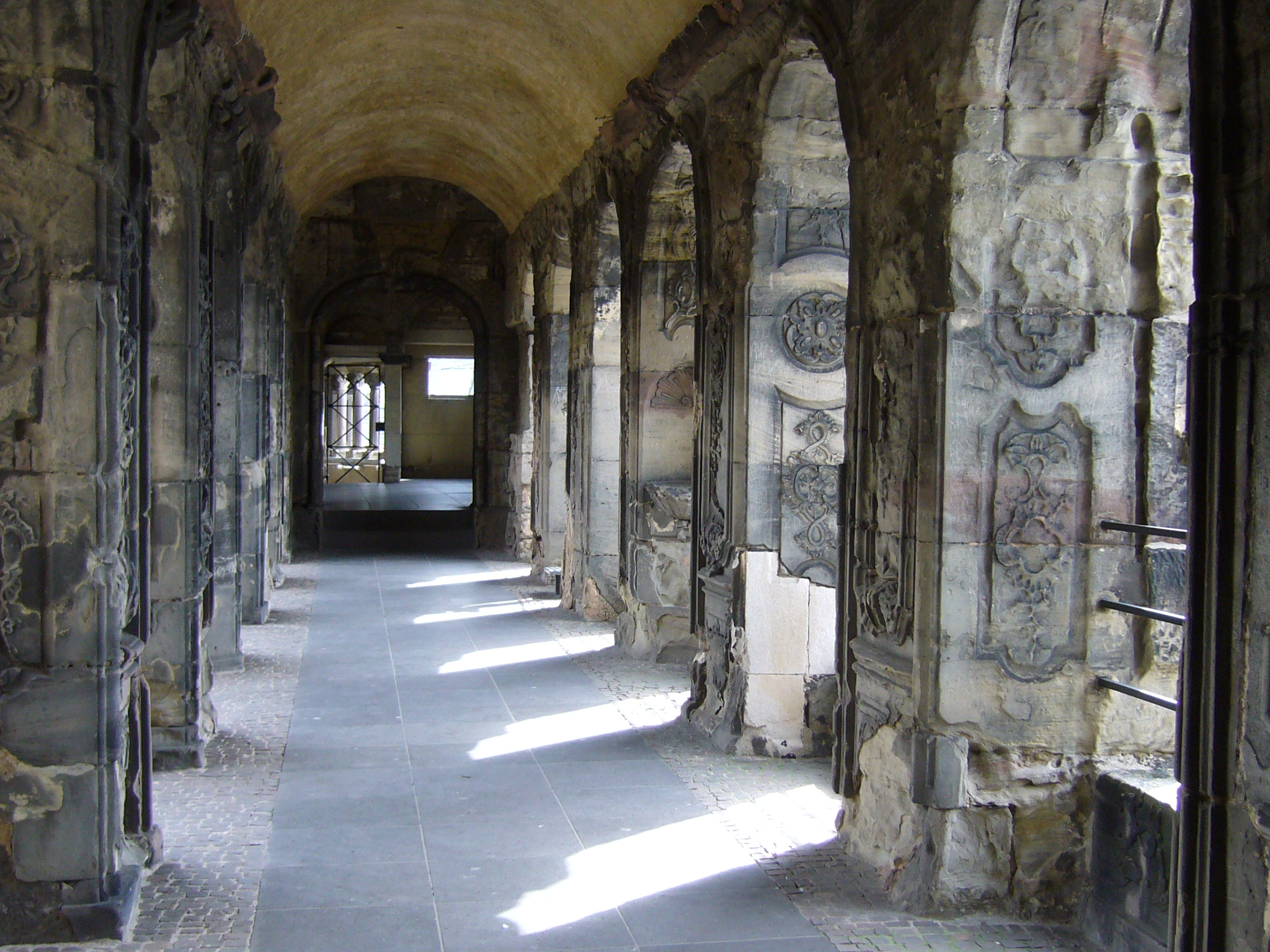
Salle des piliers.

Au milieu du XVIIIe siècle, la porte médiévale de Siméon, située à côté de l'église, a été réaménagée selon un projet de Balthasar Neumann. Dans la seconde moitié du siècle, des tailleurs de pierre sculptèrent dans le grès romain de ce qui était alors l'église supérieure des ornements et des reliefs baroques qui sont encore conservés aujourd'hui.
Napoléon Bonaparte fit fermer l'église et le monastère en 1802. Lors de sa visite à Trèves en octobre 1804, il ordonna la démolition des annexes de l'église. Le bâtiment médiéval fut détruit de 1804 à 1809. Les Prussiens achevèrent les travaux de démolition en 1817, de sorte que la porte romaine est à nouveau visible depuis lors. Seule la partie inférieure de l'abside médiévale a été conservée pour des raisons de préservation du monument. Une fois les travaux terminés, le bâtiment servit de premier musée d’antiquités de Trèves. En 1822 furent installées des ailes de porte et la Porta fut ouverte comme porte de la ville le 22 mai 1822. L'impôt sur la mouture et l'abattage, pour lequel les portes de la ville étaient encore nécessaires, était cependant toujours perçu à la porte Siméon. En 1822 également, le conseil municipal de Trèves décida de nommer « Wilhelmstor » la porte de la ville nouvellement acquise. Cependant, le roi Frédéric-Guillaume III, dans une réponse, au début de 1823, proposa lui-même le nom de Porte romaine. On lui a alors donné le nom de Römertor. À partir de 1875, l'administration de la ville fit démolir la majeure partie des remparts et toutes les portes médiévales de la ville, y compris la porte Siméon,.
Durant la Seconde Guerre mondiale, la Porta Nigra subit des dommages mineurs.

## Culture
La Porta Nigra figure sur des timbres-poste allemands à plusieurs reprises : la première fois en 1940, puis en 1947 et en 1984 (pour le deuxième millénaire de la ville), enfin en 2002 avec une valeur faciale d'un euro. Elle fait aussi l'objet d'une pièce commémorative de 2 euros émise en 2017 pour représenter la Rhénanie-Palatinat dans le cadre de la première série sur les Länder allemands.

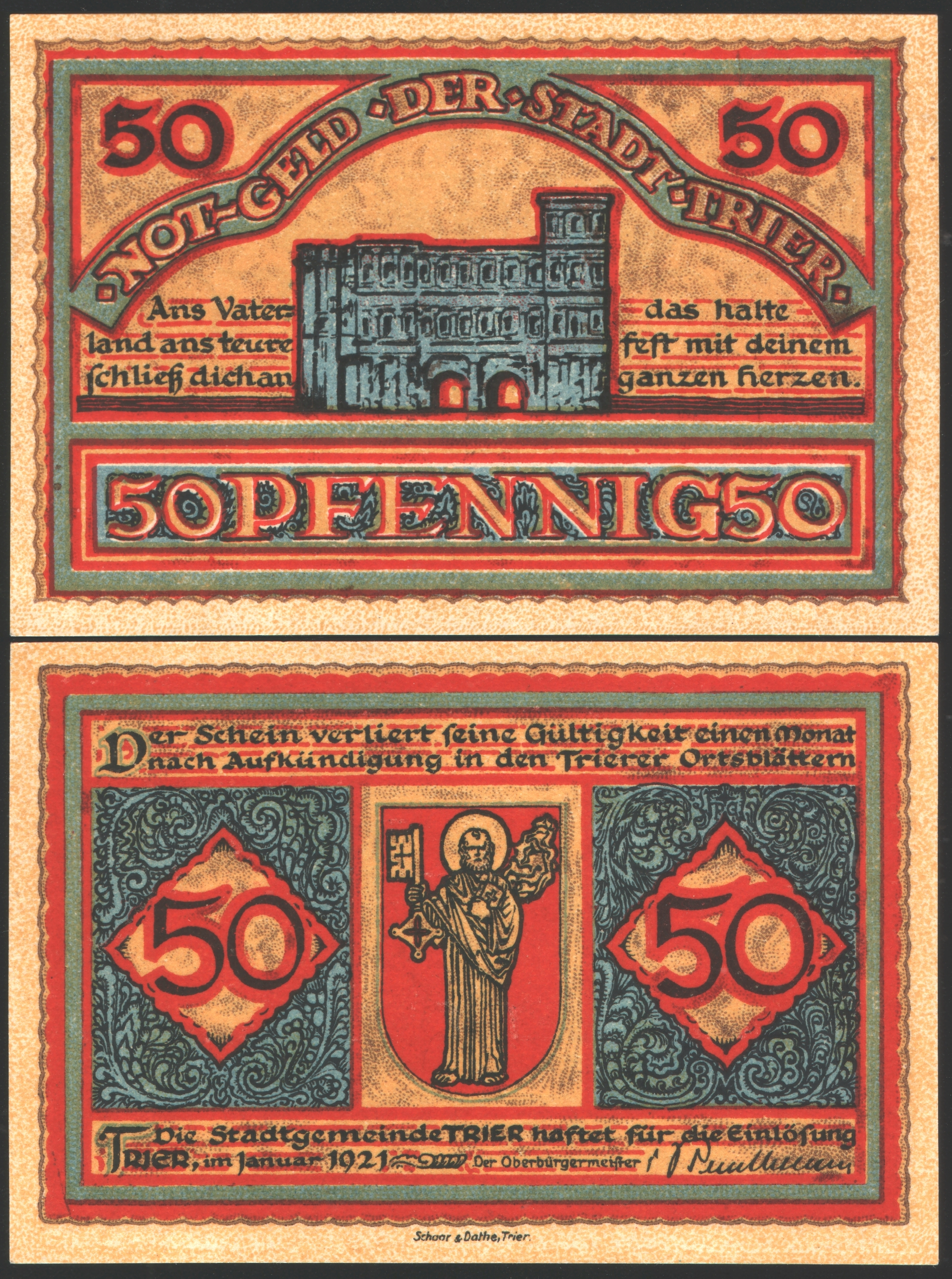
Billet de nécessité, 1921.
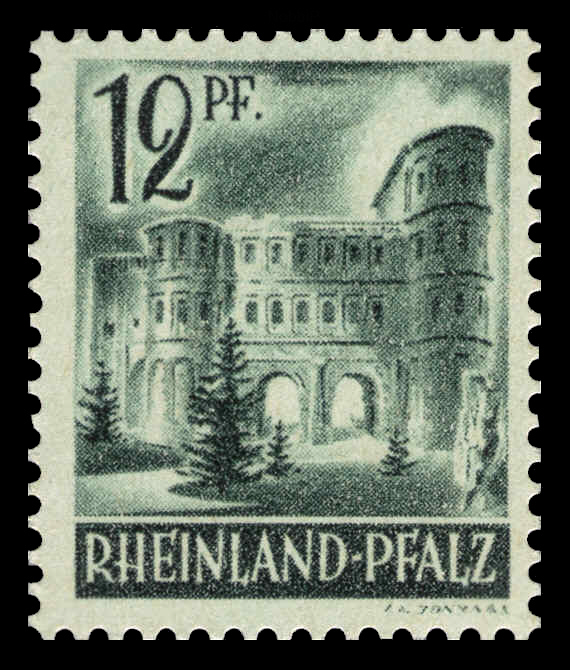
Timbre-poste, 1947.